# 大渚駅
大渚駅（テジョえき）は、大韓民国釜山広域市江西区大渚1洞にある釜山交通公社・釜山-金海軽電鉄の駅である。
釜山交通公社の駅の中では最も西に位置する。

## 乗り入れ路線
- 釜山交通公社3号線 - 当駅を終点とする。駅番号は317。
- 釜山-金海軽電鉄 - 駅番号は7。

## 歴史
- 2005年11月18日 - 3号線の駅として開業。
- 2011年9月16日 - 釜山-金海軽電鉄が開業し、接続駅となる[1]。

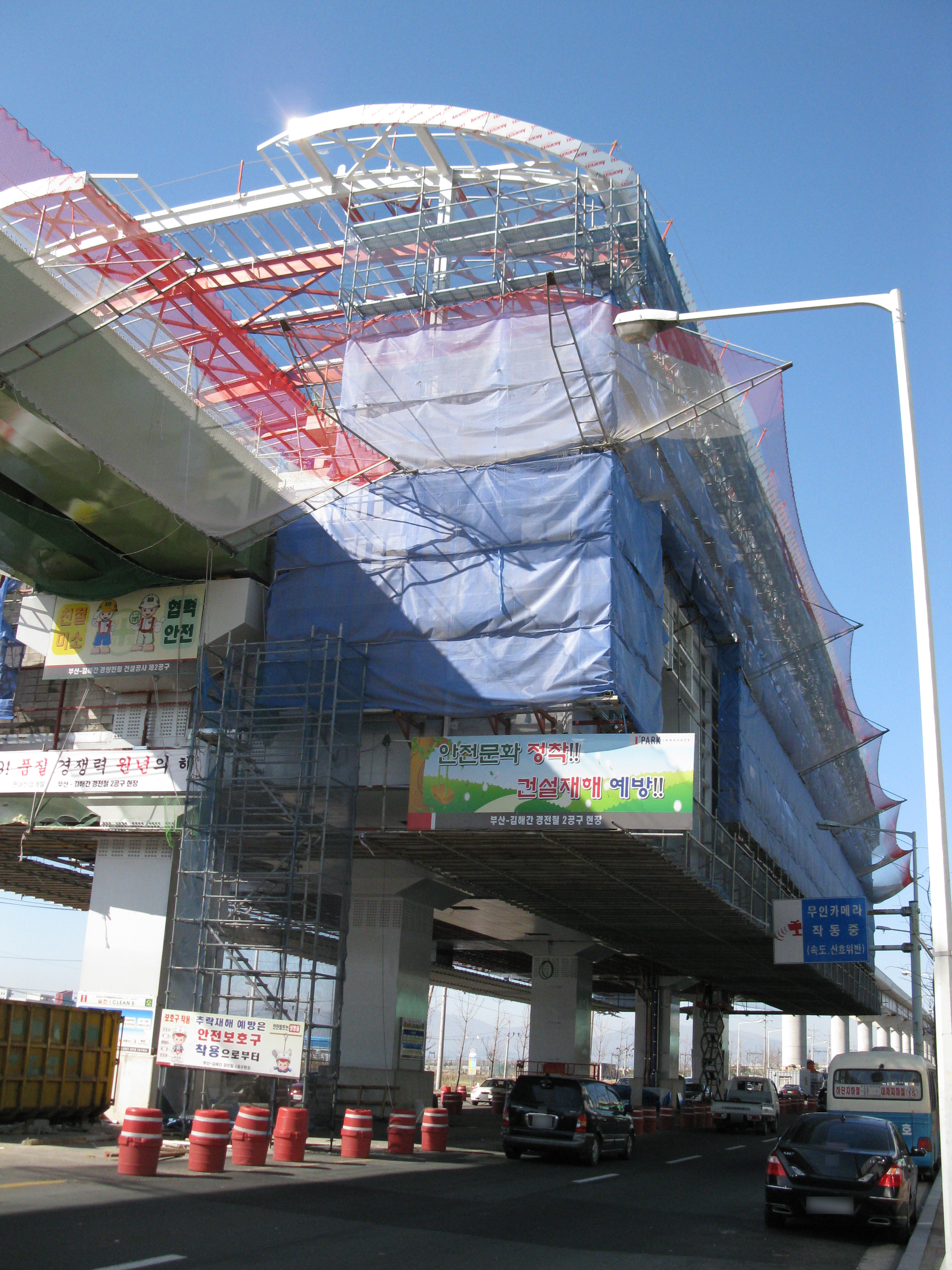
建設中の釜山-金海軽電鉄駅舎（2009年2月）

## 駅構造

### 釜山交通公社
島式ホーム1面2線を有する高架駅で、フルスクリーンタイプのホームドアが設置されている。出入口は2箇所に設けられている。

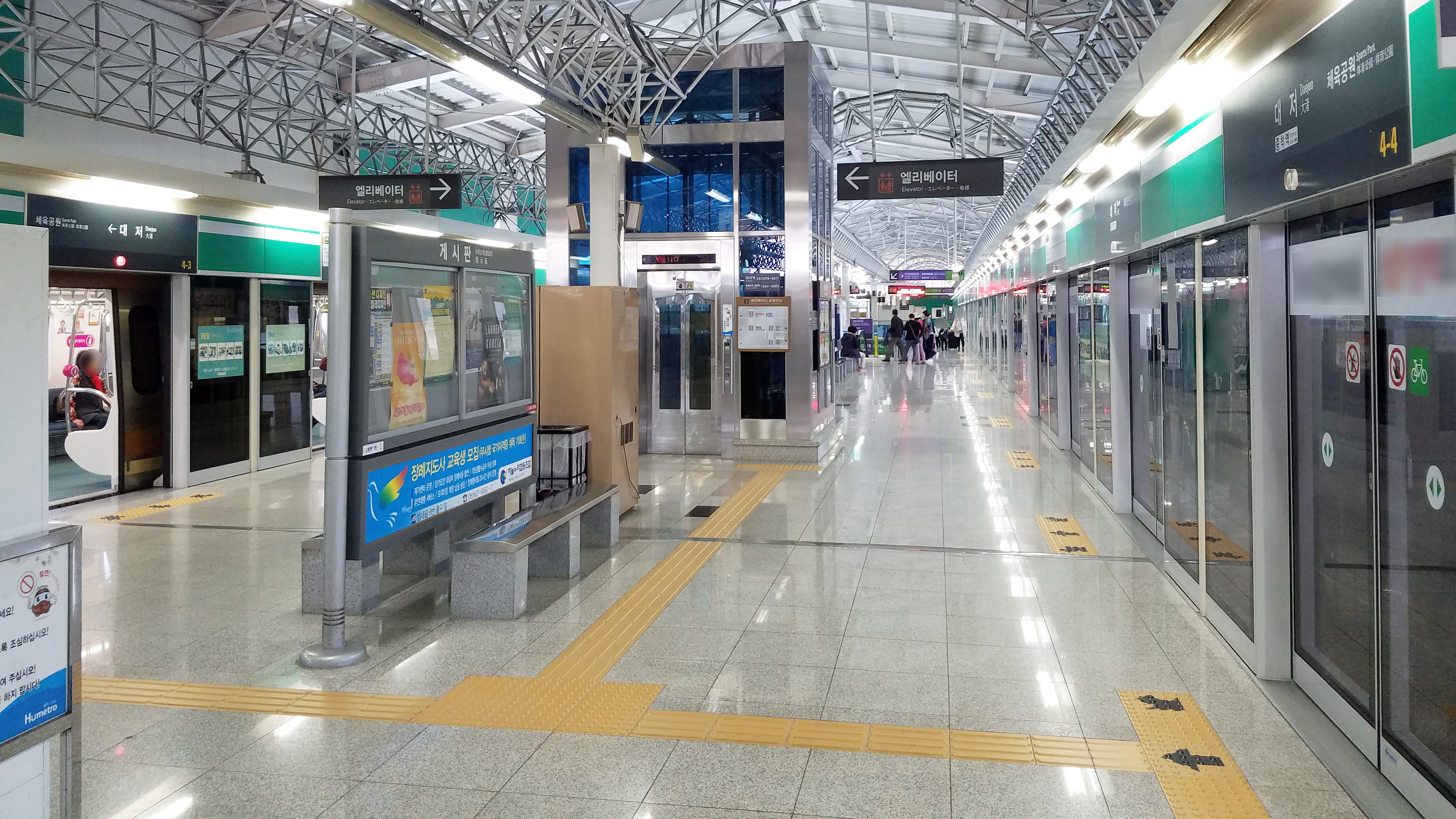
ホーム（2018年4月）
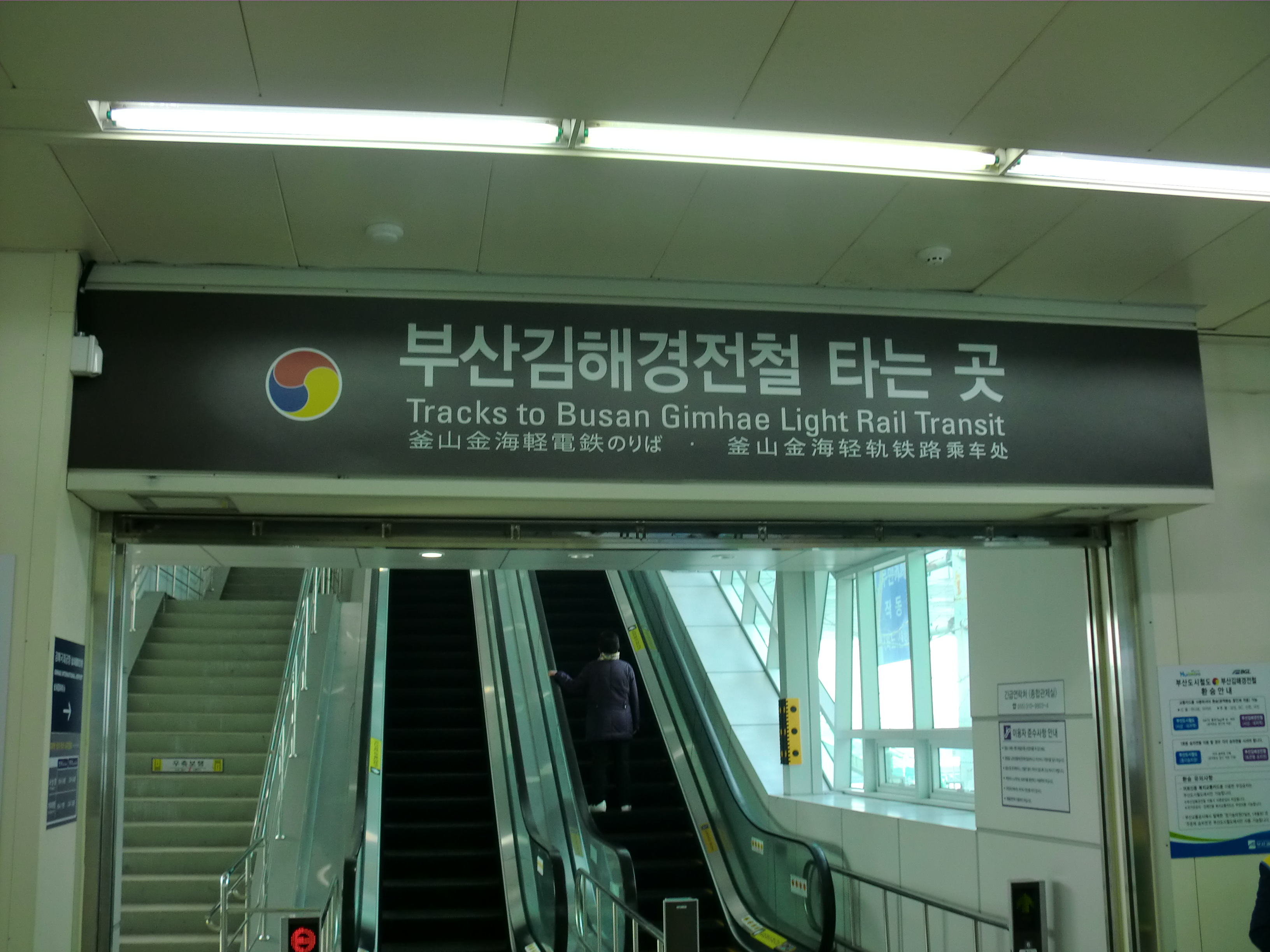
釜山-金海軽電鉄乗り換え口（2012年3月）
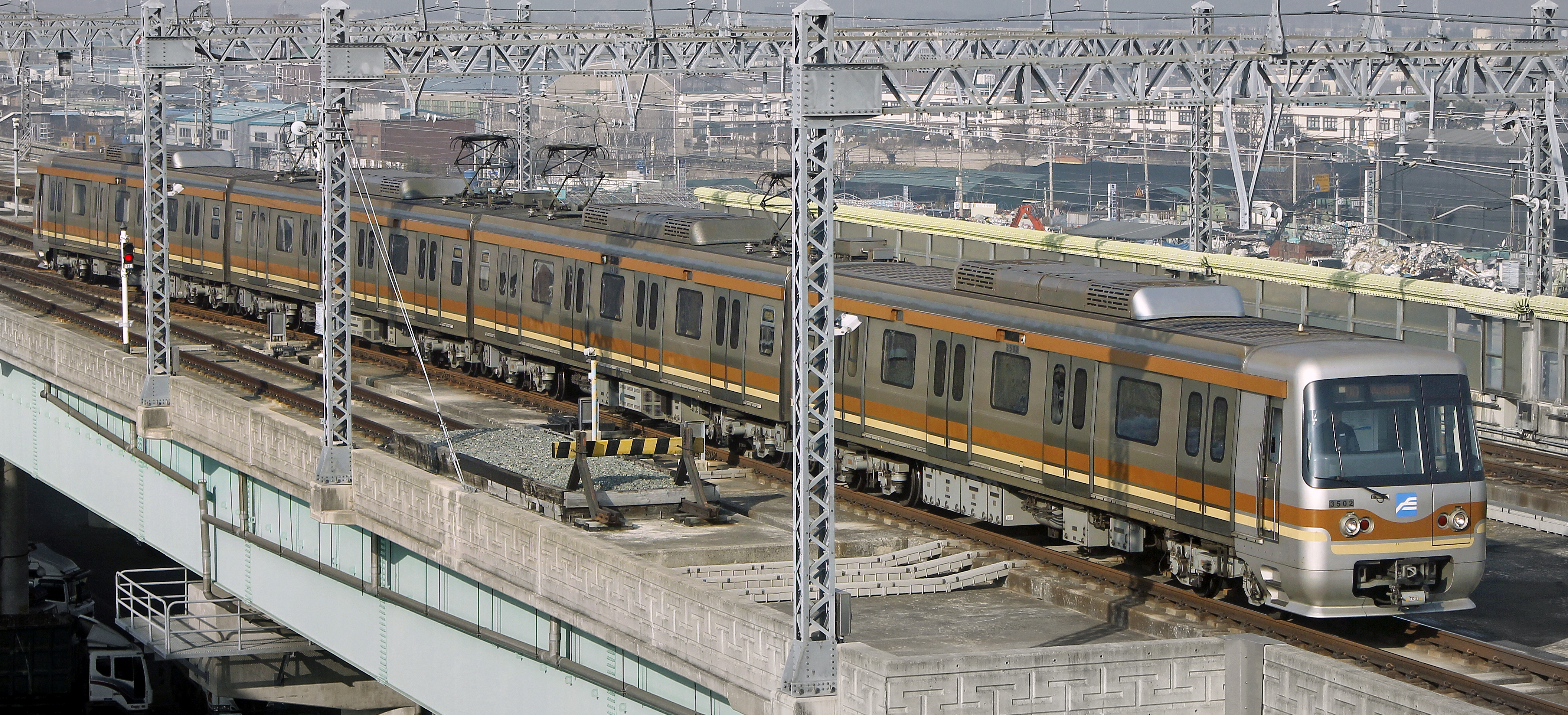
大渚駅に到着する3000系電車

#### のりば
| 上り | 3号線 | 水営方面 |
| 下り | 3号線 | 降車専用 |

### 釜山-金海軽電鉄
相対式ホーム2面2線の高架駅。フルスクリーンタイプのホームドアが設置されている。

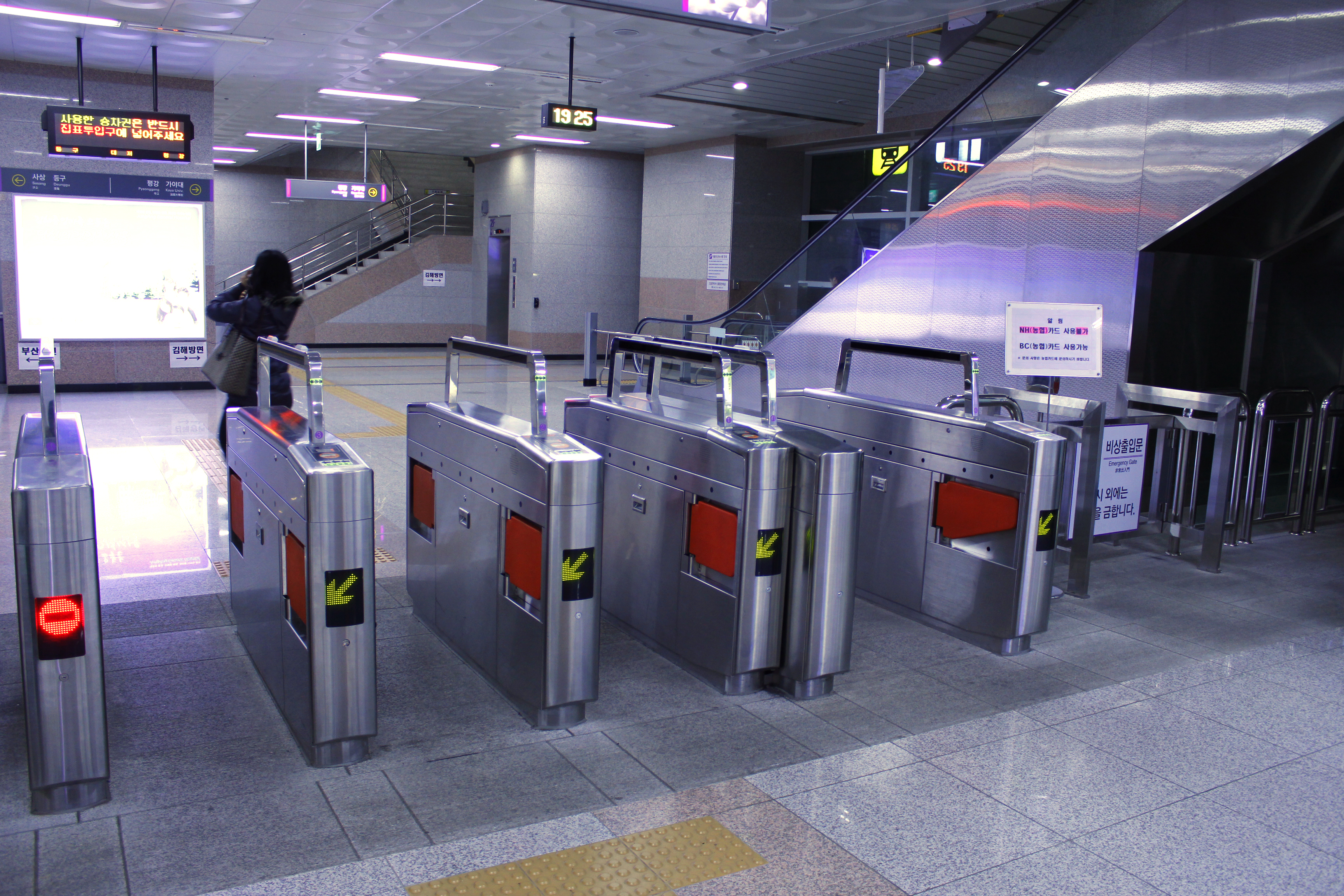
改札口（2012年2月）
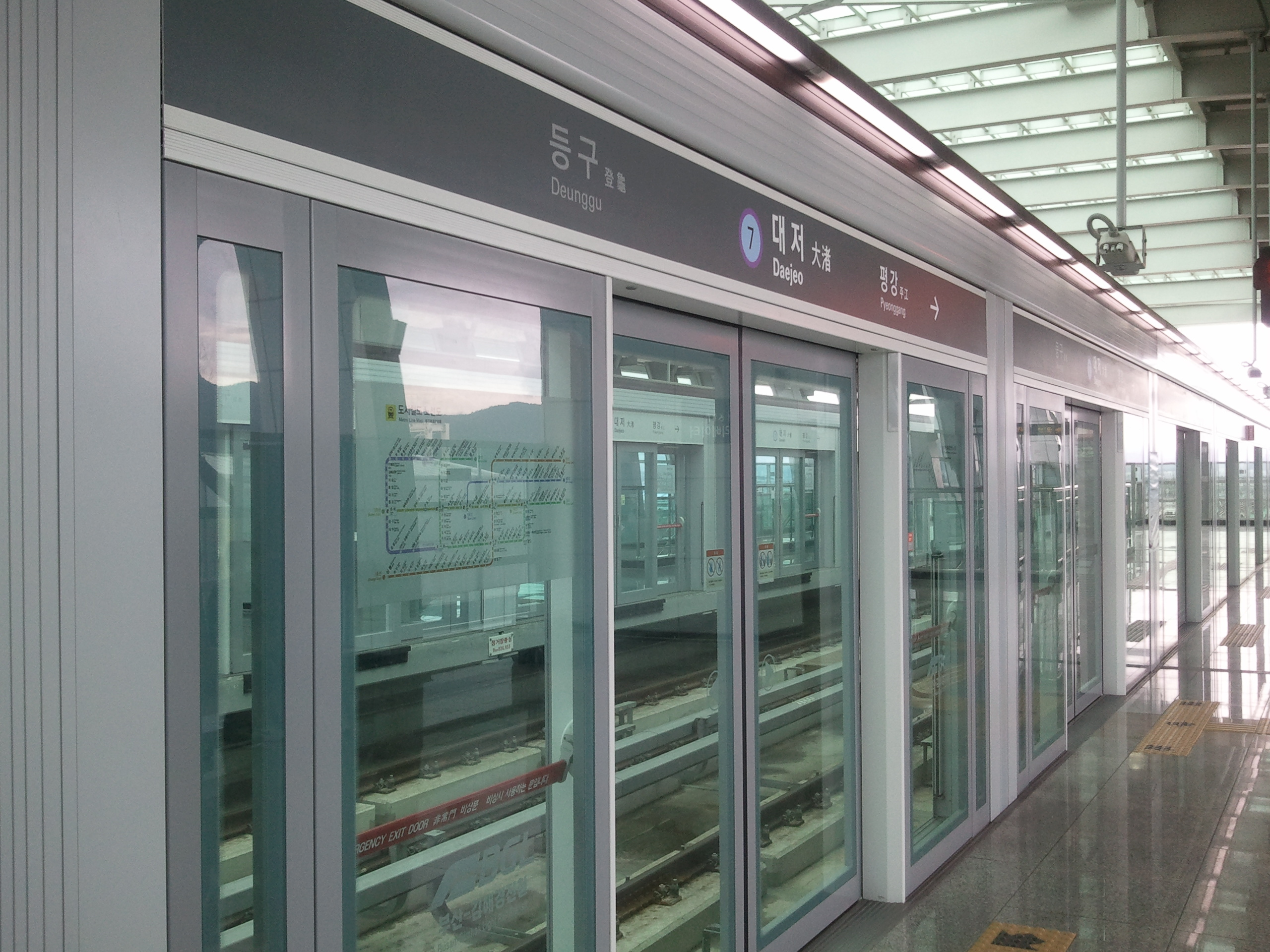
ホームドア
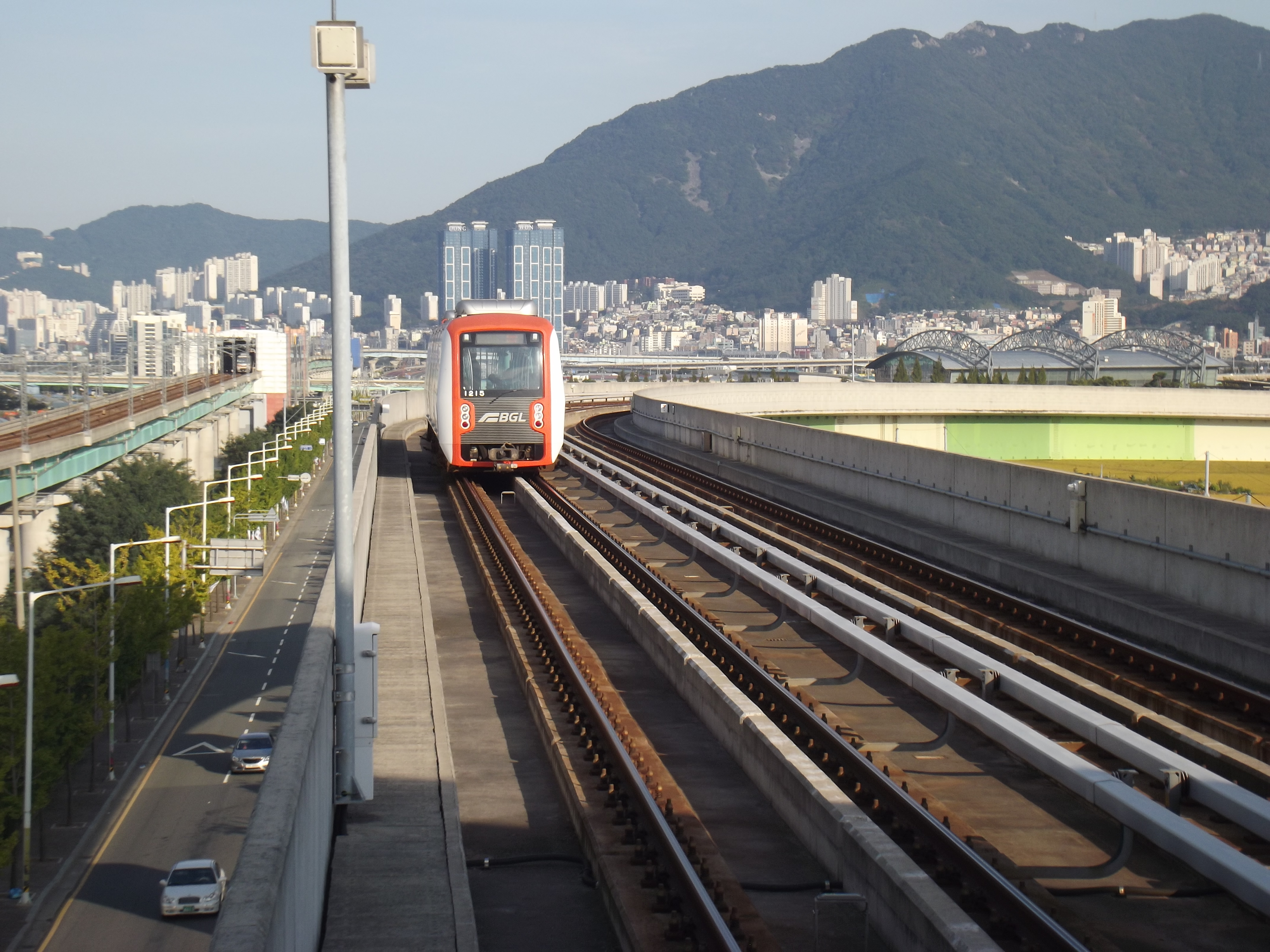
大渚駅に到着する1000系電車

#### のりば
| 上り | ●釜山-金海軽電鉄 | 沙上方面   |
| 下り | ●釜山-金海軽電鉄 | 加耶大方面 |

## 駅周辺
- 釜山交通公社大渚車両事業所
- 釜山郵便集中局
- 江西郵便局
- 江西区総合福祉センター
- 大渚初等学校
- 洛東中学校

## 隣の駅
釜山交通公社
 3号線
体育公園駅 (316) - 大渚駅 (317)
釜山-金海軽電鉄
●釜山-金海軽電鉄
登亀駅 (6) - 大渚駅 (7) - 平江駅 (8)